# 白庙回族乡
白庙回族乡是中华人民共和国甘肃省平凉市崆峒区下辖的一个民族乡。

## 行政区划
白庙回族乡下辖以下村级行政区划单位：
小秦村、栾原村、柴寺东村、贾洼村、白庙村、小陈村、文邓村、罗湾村和双庙村。